# 장국상
장국상(醬－床)은 국수나 만두, 떡국을 주식으로 차리는 상으로 간단한 점심식사나 잔치를 할 때 차리는 상(床)이다. 반찬으로는 전유어, 냉채, 잡채, 배추김치, 나박김치 등을 놓는다. 국수를 내면 면상, 만둣국을 내면 만둣국상, 떡국을 내면 떡국상이라 한다.